# Светлоград (городское поселение)
Городское поселение город Светлоград — упразднённое городское поселение в Петровском районе Ставропольского края Российской Федерации.
Административный центр — город Светлоград.

## История
Статус и границы городского поселения установлены Законом Ставропольского края от 4 октября 2004 года № 88-кз «О наделении муниципальных образований Ставропольского края статусом городского, сельского поселения, городского округа, муниципального района».
1 мая 2017 года муниципальные образования Петровского района были объединены Петровский городской округ.

## Население
| 1959    | 1970    | 1979    | 1989    | 2002    | 2010    | 2011    |
| ------- | ------- | ------- | ------- | ------- | ------- | ------- |
| 24 256  | ↗30 932 | ↗33 612 | ↗37 216 | ↗39 370 | ↗39 545 | ↘39 517 |
| 2012    | 2013    | 2014    | 2015    | 2016    | 2017    |         |
| ↗39 577 | ↘39 325 | ↘39 121 | ↘38 844 | ↘38 532 | ↘37 942 |         |

### Национальный состав
По итогам переписи населения 2010 года проживали следующие национальности (национальности менее 1 %, см. в сноске к строке "Другие"):
| Национальность | Численность | Процент |
| -------------- | ----------- | ------- |
| Русские        | 37 225      | 94,13   |
| Армяне         | 438         | 1,11    |
| Другие         | 1882        | 4,76    |
| Итого          | 39 545      | 100,00  |

## Состав городского поселения
До упразднения муниципального образования в состав его территории входили 3 населённых пункта:
| № | Населённый пункт | Тип населённого пункта        | Население |
| - | ---------------- | ----------------------------- | --------- |
| 1 | Носачёв          | хутор                         | ↘190      |
| 2 | Светлоград       | город, административный центр | ↘34 406   |
| 3 | Солёное Озеро    | хутор                         | ↘650      |